# Norra Roslags fögderi (1885-1917)
Norra Roslags fögderi var ett fögderi i Stockholms län mellan 1882 och 1917, före 1885 benämnd Frösåkers, Närdinghundra, Väddö och Häverö fögderi. Det omfattade Frösåkers härad, Närdinghundra härad och Väddö och Häverö skeppslag. Det bildades av Frösåkers och Närdinghundra fögderi samt del av Lyhundra, Sjuhundra, Bro-Vätö, Väddö-Häverö fögderi och ombildades till ett omorganiserat Norra Roslags fögderi.